# アンニア・ガレリア・ファウスティナ・ミノル

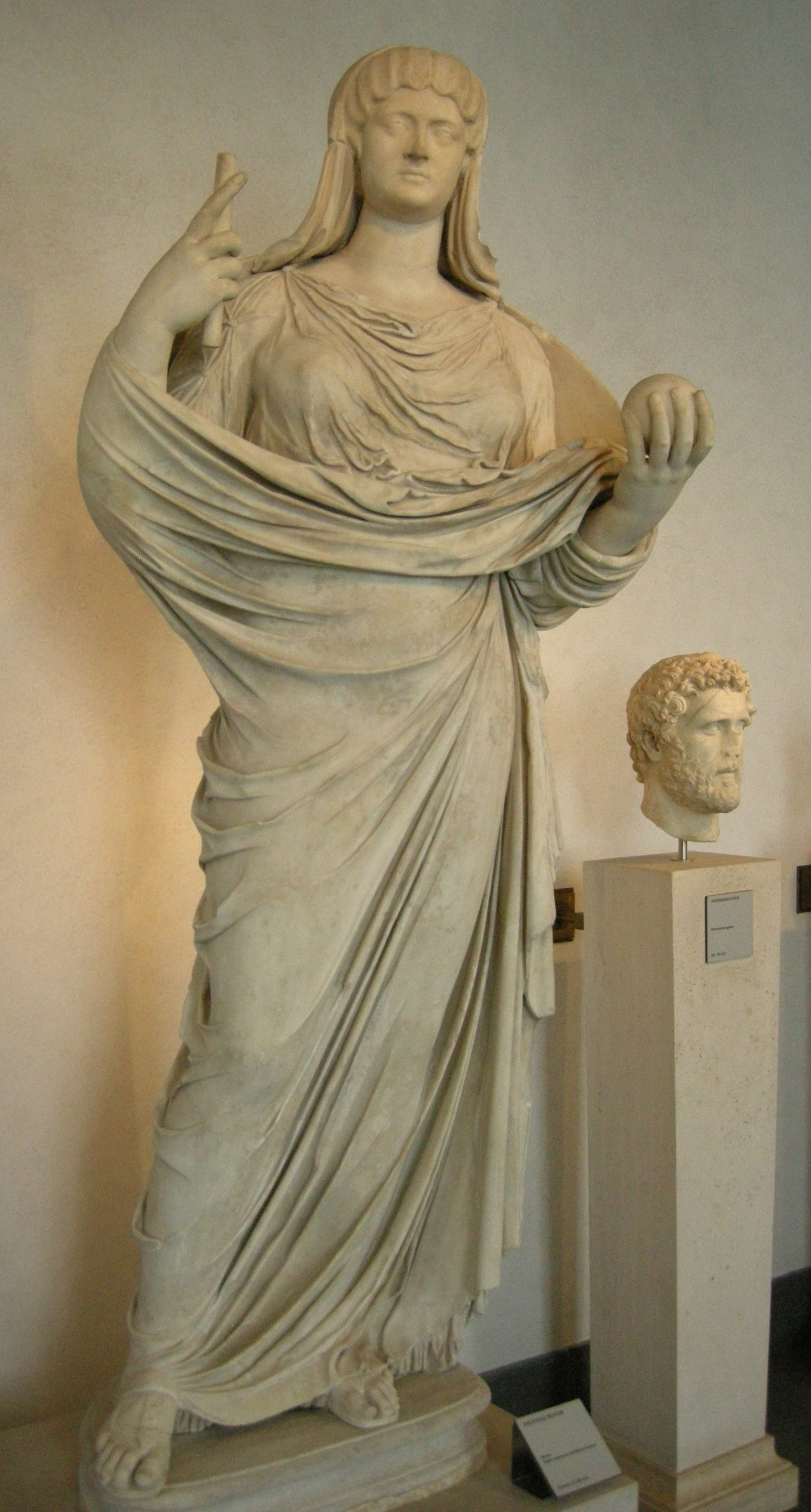
小ファウスティナの銅像

アンニア・ガレリア・ファウスティナ・ミノル（ラテン語: Annia Galeria Faustina Minor, 125年または130年 - 175年）は、第15代ローマ皇帝アントニヌス・ピウス（在位：138年 - 161年）と皇妃ファウスティナ・マイヨル（大ファウスティナ）の長女。母と同名であることからファウスティナ・ミノル（小ファウスティナ）と呼ばれた。
父の命により従兄である第16代皇帝マルクス・アウレリウス・アントニヌスと結婚、皇女ルキッラと皇太子コンモドゥスの姉弟ほか多数の子を儲けた。
歴史家たちからは、ローマにおける理想的な女性像との違いから否定的に記述される場合が多い。しかし国の要である軍団兵の間では絶大な人気があり、父アントニヌスや夫アウレリウスからも深く愛され、死後に神殿に女神として祀られた。

## 生涯

### 生い立ち
五賢帝の4人目であるアントニヌス・ピウス帝の次女として生まれる。母の大ファウスティナも執政官を務めた大貴族マルクス・アンニウス・ウェルスの娘で、トラヤヌス帝の姉マティルダの孫でもあった。
また、母方のウェルス家は後の夫で皇帝マルクス・アウレリウス（アンニウス・ウェルス）の出身一族であり、アントニウスの父マルクス・リボ・ウェルスと大ファウスティナは実の兄妹であった。

### 複雑な婚約
先帝ハドリアヌスは政治的後継者であった養子ルキウス・アエリウスを後続の皇帝にする事を目論みつつ、アエリウスの息子ルキウス・ウェルスの妻に、もう一人の側近であるアントニヌス・ピウスの娘を迎えることを考えていた。13歳の小ファウスティナはルキウスと婚約を結んだが、アエリウスの急死で政治的バランスが崩れると、ハドリアヌスは父アントニヌス・ピウスを新たな後継者に指名した。
ただし、アントニヌスは帝位継承の条件として、ルキウスと、若手貴族として頭角を現していた甥のアンニウスを養子にする様に約束させられていた。実際、アントニヌスには4人の子供がいたが、いずれも早世したために成人できたのは女子である小ファウスティナ一人だった。
アントニヌスは約束を守って2人の青年を皇太子としたが、帝位継承後に娘の婚姻については反故にしてしまった。ルキウスと婚約を破棄した小ファウスティナは、従兄妹として血縁関係にあるアンニウスと婚約を結び直した（従兄妹婚）。父の死によってアウレリウスと名を改めたアンニウスがルキウス・ウェルスの共同皇帝として即位、小ファウスティナはアウグスタ（皇妃陛下）の尊称を得た。アントニウスとの間に出来た長女ルキッラはルキウスの妻となり、2人の共同皇帝を結びつける役割を担った。

### 皇后として
ルキウス・ウェルスが病没してアウレリウスが単独の皇帝となり、小ファウスティナの皇后としての地位も大きく高まった。しかしこの時代の彼女についての詳しい動きは、文献が散逸しているために定かではない。故にその逸話は同時代の多くの人物と同じく、信憑性の薄い『ローマ皇帝群像』による所が大きい。出典や中立性の疑わしい同書は、小ファウスティナを奔放な女性であったと書き、多くの愛人を傍らに従えたと主張している。
より中立的であると考えられるカッシウス・ディオ（賢帝の時代を目撃した生き証人であったが、その著作の多くは失われている）の記述は性的な問題については言及していない。しかし野心高く、暗殺や毒殺による政敵の抹殺をしばしば行ったと記述している。
こうした否定的な評価の一方で、先帝である父アントニヌスからは溺愛され、夫アウレリウスとも仲睦まじい夫婦であったとも記述されている。彼女は危険な蛮族との戦争に夫と共に出向いて、兵士たちを激励する労を惜しまなかった。「カルヌントゥムの庇護者」と渾名された彼女は、前線で戦う軍団（レギオ）から深い敬愛を獲得して、軍事能力に欠ける夫の軍での人気を支えていた。
彼女の死も、宿営地での閲兵に向かう最中の事故に巻き込まれ、その傷が元で病に伏せった末のことであった。皇帝アウレリウスはあらゆる心無い中傷から妃を擁護して、更に彼女を女神として神殿に祀るなど、その死を嘆き悲しんだ。後に身寄りのない女児を引き取る孤児院を建設した時、アウレリウスは孤児を「ファウスティナの娘たち」と呼んだという。

### 子女
30年の結婚生活で13人の子供を儲けたが、そのほとんどは小ファウスティナの家族がそうであったように、病弱で長生きしなかった。それでも母である大ファウスティナとは違い、男児を残すことが出来た。コンモドゥスの誕生は血縁者に恵まれない傾向にある歴代ローマ皇帝の中で、アウレリウスに継承者を持たせる結果を作り出した。これで養子を取る必然性がなくなり、五賢帝の間で続いた養子による帝位継承は自然に消滅した。
- 長女アンニア・アウレリア・ガレリア・ファウスティナ（147年11月30日 - 165年以降）：執政官グナエウス・クラウディウス・セウェルスと結婚
- 長男ゲメルス・ルキラエ（149年 - 150年）：ルキッラとは双子。幼児にて病没
- 次女アンニア・アウレリア・ルキッラ（149年 - 182年）：ゲメルス・ルキラエとは双子。共同皇帝ルキウス・ウェルスと結婚
- 次男ティトゥス・アエリウス・アントニヌス（150年以降 - 161年）
- 三男ティトゥス・アエリウス・アウレリウス（150年以降 - 161年）
- 三女ドミティア・ファウスティナ（150年以降 - 161年）
- 四男ハドリアヌス（152年 - 157年）
- 四女アンニア・アウレリア・ファディッラ（159年 - 211年以降）：執政官マルクス・ペドゥカエウス・プラウティウス・クィンティッルスと結婚
- 五女アンニア・コルニフィキア・ファウスティナ・ミノル（160年 - 212年） ：執政官マルクス・ペトロニウス・マメルティヌスと結婚
- 五男ティトゥス・アウレリウス・フラウィウス・アントニヌス（161年 - 165年）：コンモドゥスとは双子。幼児にて病没
- 六男ルキウス・アウレリウス・コンモドゥス・アントニヌス（161年 - 192年）：第17代ローマ皇帝
- 七男マルクス・アンニウス・ウェルス（162年5月以降 - 169年9月10日）：副帝叙任後に病没
- 六女ウィビア・アウレリア・サビナ（170年 - 217年以前）：執政官ルキウス・ブッルスと結婚